# جوناثان غروف
جوناثان غروف (بالإنجليزية: Jonathan Groff)‏ مواليد 26 مارس 1985 في بنسيلفانيا، الولايات المتحدة، هو ممثل أمريكي بدأ مسيرته الفنية عام 2005.

## الأعمال

### أفلام
- حياة واحدة للعيش
- غلي
- ملكة الثلج - كريستوف